# ورمو
ورمو (به ایتالیایی: Varmo) یک کومونه در ایتالیا است که در استان اودینه واقع شده‌است.

## خصوصیات
ورمو ۳۷٫۱ کیلومترمربع مساحت و ۲٬۹۱۵ نفر جمعیت دارد.